# 263P/Gibbs
Pour les articles homonymes, voir Comète Gibbs.
263P/Gibbs est une comète périodique du système solaire, découverte le 10 novembre 2006 par Alex R. Gibbs.